# Quartz (框架)
Quartz是一个Java下作业控制的开源框架。Quartz用来创建或简单或复杂的调度时间表，执行Java下任意数量的作业。版本1.0发布于2002年9月13日，当前版本2.2.1发布于2013年9月24日。
可以通过CronTrigger定义Quartz的调度时间表（例如0 0 12 ? * WED表示“每周三上午12：00”）。此外，时间表也可以通过SimpleTrigger，由Date定义触发的开始时间、毫秒的时间间隔和重复计数（例如“在下周三12：00，然后每隔10秒、执行5次”）。可以使用Calender定义例外的日程（例如“没有周末和节假日”）。
作业可以是实现了Job接口任意的Java类。作业监听器（JobListener）和触发器监听器（TriggerListener）通知作业的执行（和其他事件）。作业及其触发器可以被持久化。
Quartz一般用于企业级应用程序，以支持工作流、系统管理（维护）活动，并在应用程序中提供实时的服务。Quartz还支持集群。 
Quartz是Terracotta公司的开源产品。 .NET平台下的对应产品叫Quartz.NET。